# Víctor Manuel González
Víctor Manuel González (Santa Cruz, Chile, 12 de diciembre de 1946), es un exjugador de fútbol profesional, delantero que se inicia en Deportivo Antártida de Nancagua en 1965, seleccionado y goleador en la Selección de la Asociación de Fútbol de Santa Cruz. Luego de concluida su etapa como jugador inició otra como técnico donde dirigió entre otros clubes a Lota Schwager, Naval de Talcahuano y Deportes Puerto Montt.

## Selección nacional
Fue llamado por primera vez a la Selección chilena de fútbol por el técnico Rudi Gutendorf en 1972, jugando 1 partido clase A, sin marcar goles. 

#### Partidos internacionales
| 1     | 16 de agosto de 1972 | Estadio Nacional, Santiago, Chile | Chile      | 0-2 | México |   |  | Rudi Gutendorf | Amistoso |
| Total |                      |                                   | Presencias | 1   | Goles  | 0 |  |                |          |

| Selección chilena | Selección chilena | Selección chilena |
| Año               | Partidos          | Goles             |
| ----------------- | ----------------- | ----------------- |
| 1972              | 1                 | 0                 |
| Total             | 1                 | 0                 |

## Clubes
| Club                            | País  | Año       |
| ------------------------------- | ----- | --------- |
| Deportivo Antártida de Nancagua | Chile | 1965      |
| Audax Italiano                  | Chile | 1966      |
| Deportes Colchagua              | Chile | 1967-1968 |
| Green Cross de Temuco           | Chile | 1969-1972 |
| Deportes La Serena              | Chile | 1973      |
| Green Cross de Temuco           | Chile | 1974-1978 |
| Deportes Concepción             | Chile | 1979      |
| Huachipato                      | Chile | 1980      |

## Palmarés

### Distinciones individuales
| Distinción                                              | Año                  |
| ------------------------------------------------------- | -------------------- |
| Máximo goleador histórico de Deportes Temuco (56 goles) | 1969-1972; 1974-1978 |